# Società Torinese Automobili Elettrici

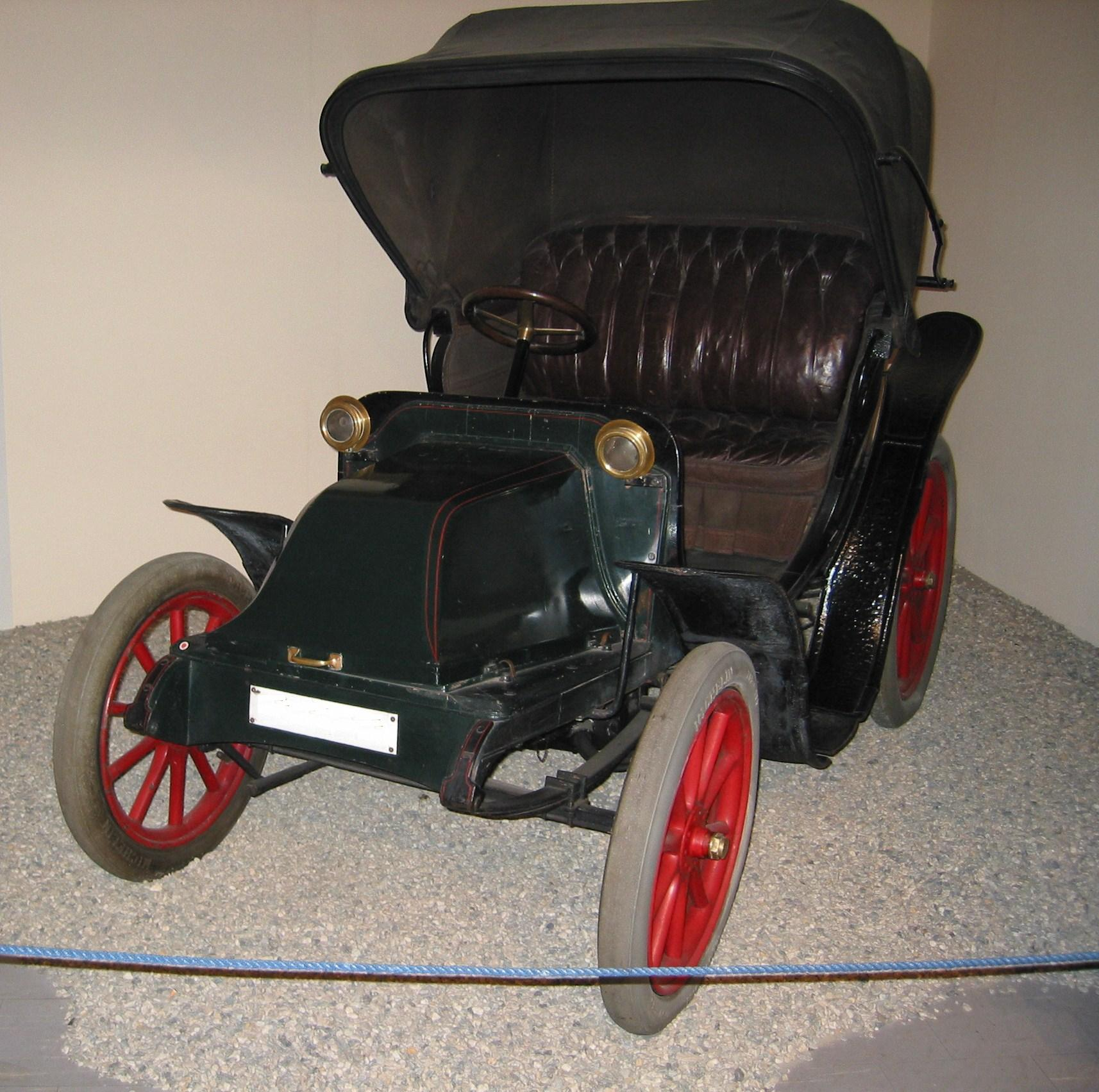
STAE von 1909

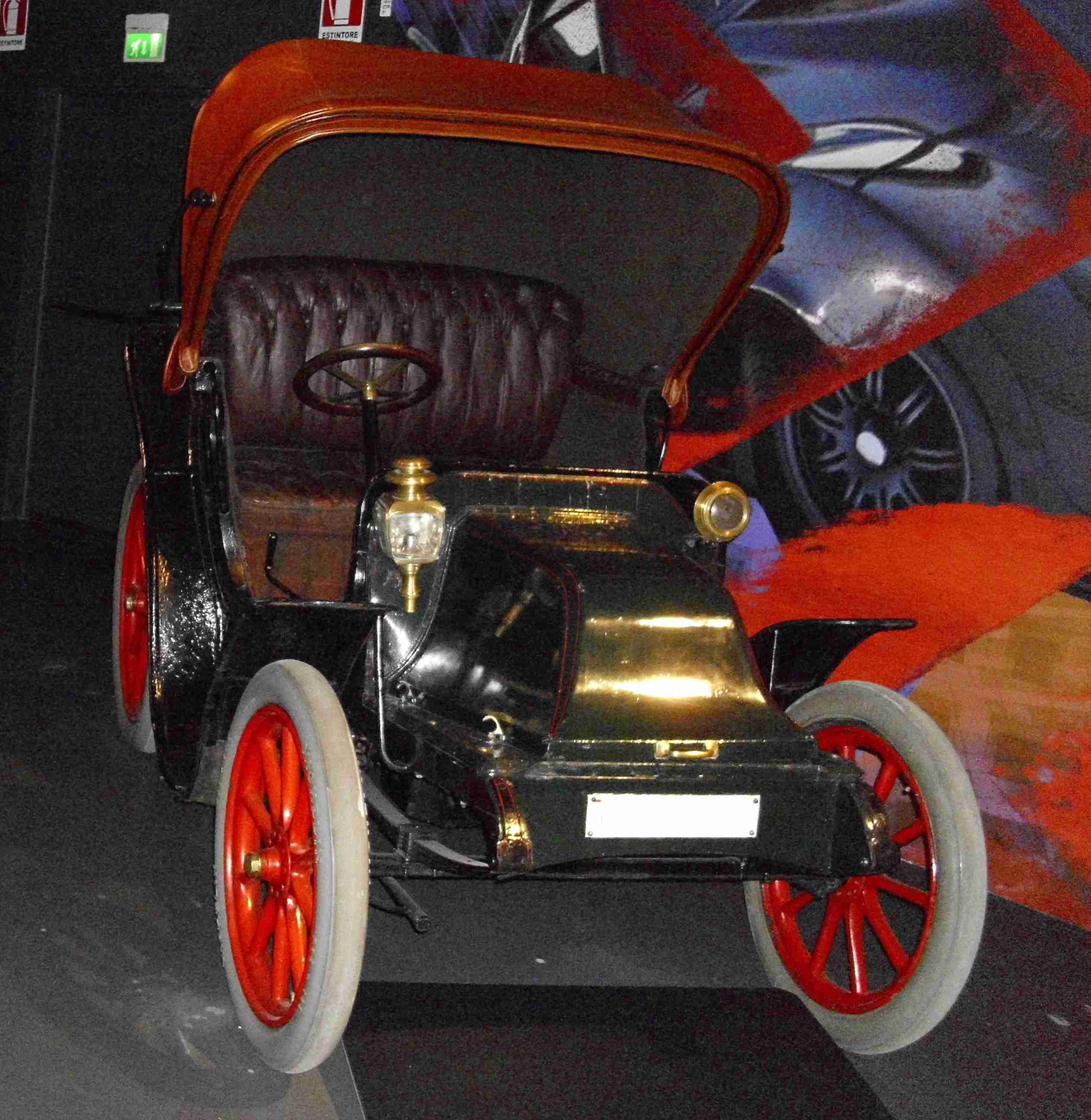
STAE von 1909

Società Torinese Automobili Elettrici, kurz STAE, war ein italienischer Hersteller von Automobilen.

## Unternehmensgeschichte
Das Unternehmen wurde 1907 in Turin als Nachfolgeunternehmen von Krieger Società Italiana Automobili zur Produktion von Automobilen gegründet. Der Markenname lautete STAE. 1913 endete die Produktion.

## Fahrzeuge
Es wurden Fahrzeuge mit Elektromotor nach Lizenz Kriéger hergestellt. Unter anderem gab es die Karosserieform zweisitziger Phaeton.
Ein Fahrzeug dieser Marke ist im Museo dell'Automobile Carlo Biscaretti di Ruffia in Turin zu besichtigen.